# Symetriophasma brevitarsa
Symetriophasma brevitarsa är en insektsart som beskrevs av Frank H.Hennemann och Oskar V.Conle 1996. Symetriophasma brevitarsa ingår i släktet Symetriophasma och familjen Phasmatidae. Inga underarter finns listade i Catalogue of Life.